# Géraldine Apponyi
Géraldine Margit Virginia Olga Maria gravin Apponyi de Nagy-Appony (Boedapest, 6 augustus 1915 - Tirana, 22 oktober 2002) was korte tijd koningin van Albanië.

## Biografie
Zij werd in Boedapest geboren als dochter van graaf Julius (Gyula) Apponyi de Nagy-Appony (1873-1924). Haar moeder, Gladys Virginia Stewart (1891-1947), was een dochter van een Amerikaanse miljonair uit de staat Virginia. De voormalige Amerikaanse presidenten Richard Nixon en George W. Bush behoren tot haar verre verwanten.
Géraldines grootvader van vaderskant, Lajos Apponyi, bekleedde een hoge functie aan het Oostenrijkse keizerlijke hof. Haar grootvader van moederszijde, John Henry Stewart (1831-1892), was de Amerikaanse consul in Antwerpen. Haar ouders ontmoetten elkaar in Parijs in 1912 tijdens een diner op de Oostenrijks-Hongaarse ambassade. Ze huwden in 1914.
Na de val van het Oostenrijks-Hongaarse keizerrijk ging de familie Apponyi naar Zwitserland. Ze keerden echter in 1921 terug naar Hongarije. Na de dood van graaf Julius nam moeder Gladys haar drie kinderen, Géraldine, haar zuster Virginia (1916-2002) en haar broer Julius jr. (1923-1946) mee naar Menton in Zuid-Frankrijk.
Na het huwelijk van moeder Gladys met een Franse officier drong de familie van haar vader erop aan dat de kinderen werden overgebracht naar het huis van hun grootmoeder in Hongarije, teneinde een Hongaarse opvoeding te kunnen genieten. Moeder Gladys stemde in en Géraldine, Virginia en Julius jr. werden naar de Heilige Hart-kostschool in Pressbaum bij Wenen gestuurd. De kinderen brachten hun vakanties door op het landgoed van de familie en het huis van hun grootmoeder.
Tijdens haar werk in het Nationale Museum in Boedapest ontmoette Géraldine koning Zog I van Albanië in december 1937, een kennismaking die snel tot een verloving leidde. Het huwelijk werd op 27 april 1938 in de Albanese hoofdstad Tirana voltrokken. Zij was rooms-katholiek en hij moslim. Ze stond bekend als de "Witte Roos van Boedapest" en ontving de koninklijke status van Prinses van Albanië, kort voor het huwelijk.
De heerschappij van koning Zog eindigde met de invasie van Albanië door het fascistische Italië in april 1939. Nadien leefde de koningin in ballingschap in Griekenland, Turkije, Egypte, de Verenigde Staten, Frankrijk, Rhodesië, Spanje en uiteindelijk in Zuid-Afrika. Koning Zog stierf in het Franse Suresnes in 1961. Hun enige kind was kroonprins Leka Zogu (geboren 5 april 1939). Hij riep zichzelf in 1961 uit tot koning Leka I van Albanië.
Koningin Géraldine werd in juni 2002 door 40 Albanese parlementariërs uitgenodigd om terug te keren uit Zuid-Afrika naar Albanië. Ze ging op de uitnodiging in, maar volhardde in haar standpunt dat haar zoon Leka de enige rechtmatige heerser van Albanië was. Als gevolg van de verandering in klimaat ontwikkelde ze luchtwegproblemen waarvoor ze in een Frans ziekenhuis behandeld werd in augustus 2002. Het mocht echter niet baten, want kort daarna stierf ze in een militair ziekenhuis in Tirana, na terugkerende longproblemen en een viertal hartinfarcten. Ze werd op 26 oktober 2002, na een dienst in de kathedraal van Shen Pjetri, bijgezet op de openbare begraafplaats van het Albanese Sharra.

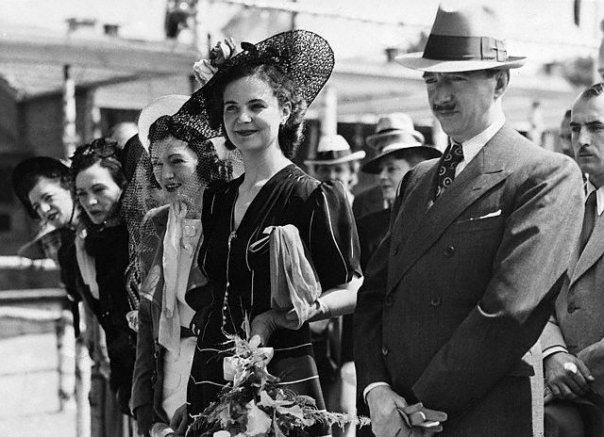
Koningin Géraldine met haar echtgenoot (juli 1939)
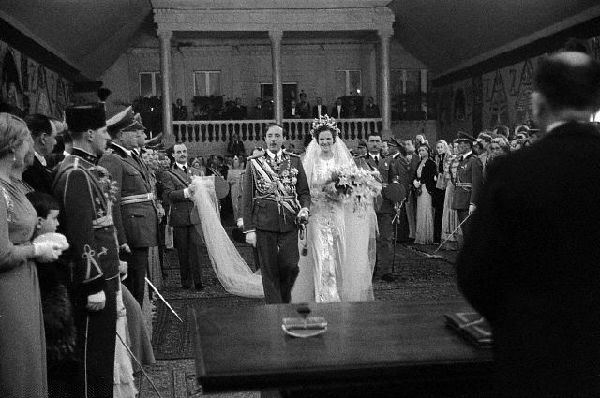
De bruiloft van koning Zog en koningin Géraldine (1938)